# Wings: You Never Walk Alone
Wings: You Never Walk Alone — расширенное издание второго студийного альбома южнокорейского бойбенда BTS. Был выпущен 13 февраля 2017 года. Состоит из 18 песен (15 из которых входят в оригинальную версию), три из которых — дополнительные треки. Главным синглом стала композиция «Spring Day».

## Написание и релиз
Альбом был выпущен 13 февраля 2017 года. В общей сложности в альбоме три новых песни — «Spring Day», «Not Today» и «A Supplementary Story: You Never Walk Alone». Также включена полноценная версия интерлюда оригинала («Outro: Wings»). Главный сингл «Spring Day», вышедший вместе с альбомом, менее чем за час после релиза возглавил восемь главных чартов Кореи, включая Melon, Mnet и Naver Music. Melon прекратил работу из-за слишком большой нагрузки на сервера. «Spring Day» несёт в себе тёплые сообщения и связана с личным опытом двух участников группы (Рэп-Монстра и Шуги) о потере веры и ожидания верного друга. «Spring Day» — песня в жанре альтернативный хип-хоп с элементами британского рока и электронной музыки. Главная аранжировка была написана Рэп-Монстром.

## Музыкальные видео
9 февраля 2017 года был представлен официальный тизер «Spring Day». 13 февраля ровно в полночь по корейскому времени состоялась премьера клипа. За первые сутки он набрал более 9 миллионов просмотров, став самым просматриваемым клипом корейских групп на тот момент.
10 февраля был выпущен тизер видеоклипа «Not Today». 20 февраля он был официально выпущен на полчаса позже положенного времени (предположительно сдвиг был связан с изменениями в чартах) и набрал более 10 миллионов просмотров за первые 24 часа, установив абсолютный рекорд среди всех корейских групп за всё время.

## Коммерческий успех
Предзаказ альбома составил более 700 тысяч копий в первую неделю. Он возглавил Gaon Albums Chart, став седьмым альбомом № 1 в карьере группы. В Китае You Never Walk Alone также стал самым продаваемым альбомом недели.
В США альбом дебютировал в чарте Billboard 200, сделав BTS единственной корейской группой, которая уже в четвёртый раз попала в данный чарт. «Spring Day» также дебютировал в чарте Billboard Bubbling Under Hot 100 Singles с 15 места, что также стало историческим событием для корейских групп.

## Список композиций
| №                   | Название                                                      | Автор(ы)                                                                | Продюсер(ы)         | Длительность |
| ------------------- | ------------------------------------------------------------- | ----------------------------------------------------------------------- | ------------------- | ------------ |
| 15.                 | «Spring Day» (봄날)                                           | Pdogg, Рэп-Монстр, ADORA, Бан Шихёк, Arlissa Ruppert, Peter Ibsen, Шуга | Pdogg               | 4:34         |
| 16.                 | «Not Today»                                                   | Pdogg, Бан Шихёк, Рэп-Монстр, Supreme Boi, June                         | Pdogg               | 3:51         |
| 17.                 | «Outro: Wings» («Interlude: Wings» с дополнительным куплетом) | Pdogg, ADORA, Рэп-Монстр, Джей-Хоуп, Шуга                               | Pdogg               | 3:45         |
| 18.                 | «A Supplementary Story: You Never Walk Alone»                 | Pdogg, Бан Шихёк, Рэп-Монстр, Шуга, Джей-Хоуп, Supreme Boi              | Pdogg               | 2:36         |
| Общая длительность: | Общая длительность:                                           | Общая длительность:                                                     | Общая длительность: | 66:05        |

## Чарты

### Недельные чарты («Spring Day»)
| Чарт (2017)                                    | Пиковая позиция |
| ---------------------------------------------- | --------------- |
| Франция (SNEP)                                 | 94              |
| Новая Зеландия (RMNZ)                          | 3               |
| Великобритания (OCC)                           | 46              |
| США (Billboard Bubbling Under Hot 100 Singles) | 15              |
| США (Billboard World Digital Songs)            | 1               |

## Награды и номинации

### Музыкальные программы
| Песня        | Программа     | Дата                 |
| ------------ | ------------- | -------------------- |
| «Spring Day» | Show Champion | 22 февраля 2017 года |
| «Spring Day» | M Countdown   | 23 февраля 2017 года |
| «Spring Day» | Music Bank    | 24 февраля 2017 года |
| «Spring Day» | Inkigayo      | 26 февраля 2017 года |